# Autonomni ganglion
Autonomni ganglioni su klusteri neuronskih ćelijskih tela i njihovih dendrita. Oni su esencijalno spojnice između autonomnih nerva sa poreklom iz centralnog nervnog sistema i autonomnih nerva koji inerviraju ciljne organe na periferiji.
Dve glavne kategorije su:
- Simpatička ganglija
- Parasimpatička ganglija

## Spoljašnje veze
- Autonomni nervni sistem sa Univerziteta Arizone